# Emmy Koeppel

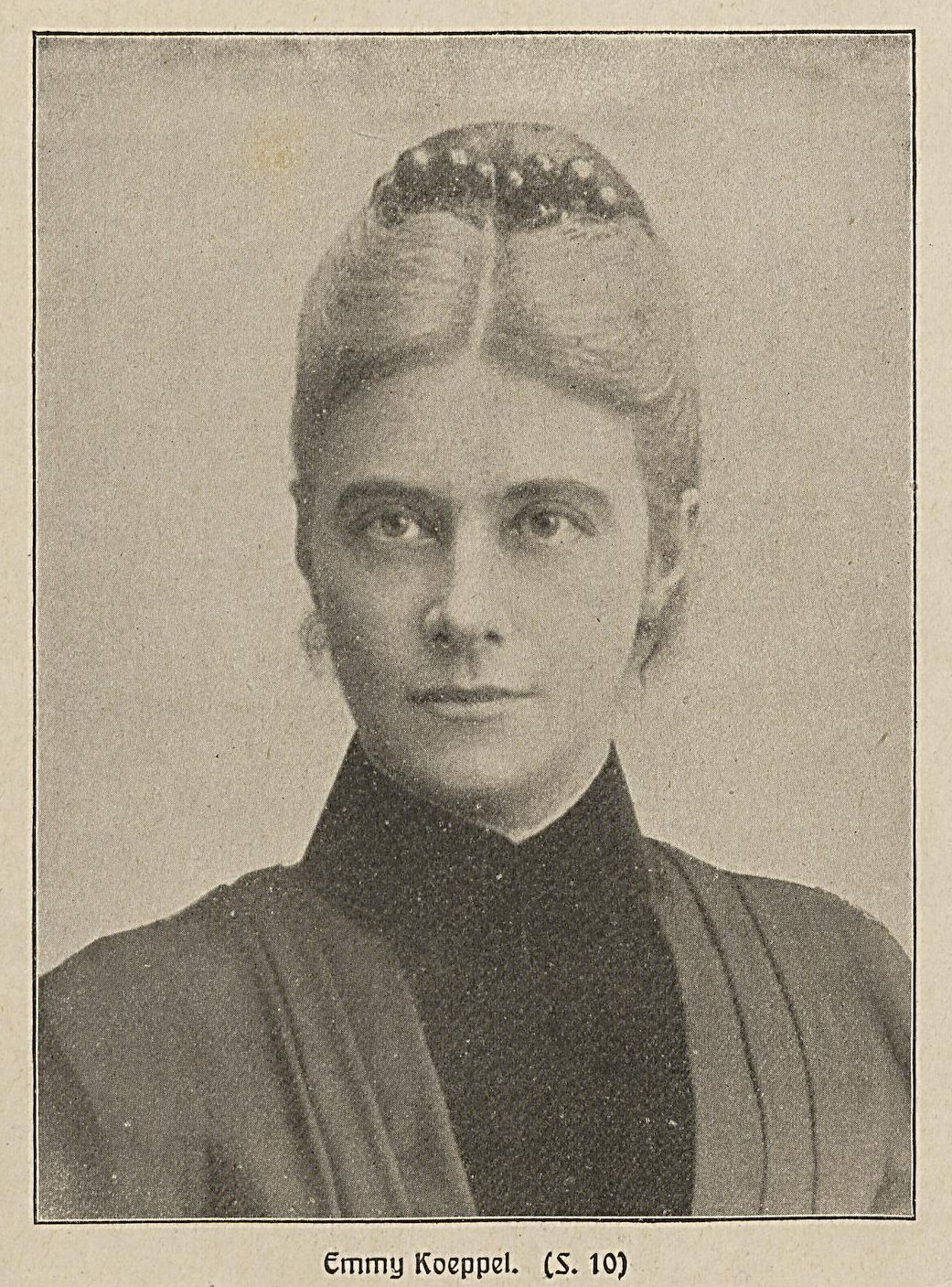
Bildnis Emmy Koeppel (Das Buch für Alle 1915)

Emmy Koeppel (geb. 13. oder 15. August 1850 in Aalen oder Ahlen; gest. 25. April 1916 in Berlin-Schöneberg) war eine deutsche Autorin des 19. und beginnenden 20. Jahrhunderts. Sie schrieb auch unter dem Pseudonym Georg Hartwig, das aber schon früh durch parallele Nennung beider Namen auf dem Titelblatt aufgelöst wurde.

## Biografie
Sie wurde in Aalen in Württemberg oder in Ahlen in Westfalen geboren und verlebte ihre Jugend in Köslin (heute Koszalin) in Pommern, wo sie im Kindesalter ihre ersten dichterischen Versuche unternahm. 1865 ging sie nach Berlin und absolvierte am Konservatorium von Julius Stern eine Ausbildung zur Konzertsängerin, nach zwei Jahren trat sie als Sängerin auf. Bei einem Besuch bei ihren Eltern lernte sie den preußischen Offizier Koeppel kennen, heiratete ihn und folgte ihm nach Schlesien, wo er stationiert war. In den ersten Jahre der Ehe schrieb sie nur ab und zu eine Novelle oder ein Märchen. Von Emil Paleske auf ihre schriftstellerische Begabung aufmerksam gemacht, schrieb Emily Kloeppel ab 1873 eine Reihe größerer und kleinerer Novellen in dem von Otto Ruppius herausgegebenen Berliner Sonntagsblatt. Wenig später wurde sie eine der regelmäßigen Autorinnen in Familienblättern wie dem Buch für Alle sowie in der Deutschen Romanzeitung, zu dem sie Novellen und dann auch große Romane beitrug, die dann meistens auch als separate Buchausgaben erschienen. In den 1890er Jahren wohnte sie, wiederum ihrem Mann folgend, in Mülhausen im Elsass, dann ab 1898 in Neu-Breisach, wo ihr Ehemann zum Generalmajor befördert wurde. Nach seiner Pensionierung im Jahre 1901 lebten die Koeppels in Berlin.

## Werke
- Alpenrose : Roman in 2 Bänden. Union Deutsche Verlagsgesellschaft, Stuttgart 1896
- Anno Domini : Roman aus der Zeit des 30 jährigen Krieges. 2 Teile. in 1 Band. Janke, Berlin 1890
- Auf Umwegen. Janke, Berlin 1892
- Das Glückskind. 3 Bände. Janke, Berlin 1894
- Das grüne Haus. Erschienen als Jubiläumsroman zum 50. Geburtstag des Buches für Alle
- Die Archenbach : eine Familiengeschichte. 3 Bände. Janke, Berlin 1886
- Der Majoratserbe. 3 Bände. Janke, Berlin 1890
- Die Generalstochter. 2 Bände. Union Deutsche Verlagsgesellschaft, Stuttgart 1895
- Die goldene Gans. 2 Bände. Union Deutsche Verlagsgesellschaft, Stuttgart 1893
- Die Lumpenprinzessin. Janke, Berlin 1887
- Die Sage von Imhoff. 2 Bände. Union Deutsche Verlagsgesellschaft, Stuttgart 1894
- Erlebtes – Erdachtes. Gedichte. Trübner, Strassburg 1877
- Farbenspiele des Lebens. Janke, Berlin 1889
- Fräulein Doktor. Janke, Berlin 1887
- Gabriele Erdmann. Janke, Berlin 1889
- Gold und Glück. 3 Bände. Janke, Berlin 1888
- Hass und Liebe. Janke, Berlin 1889
- Im Banne der Ehre. Janke, Berlin 1890
- Im Reich der Töne. Erzählungen. Janke, Berlin 1887
- Licht und Schatten. Janke, Berlin 1888
- Metamorphosen. Leipzig 1875, Thiele & F. – neue Ausgabe unter dem Titel Haß und Liebe
- (mit Friedrich Erdmann [= Pseudonym des Gatten]) Privatsekretär Seiner Durchlaucht : Lustspiel. Reclam, Leipzig 1895
- Ringkämpfe. 3 Bände. Janke, Berlin 1889
- Schloss Wolkenstein. Janke, Berlin 1888
- Über dem Abgrund. 1888
- Verschwiegenheit : Erzählungen. Janke, Berlin
- Welke Blätter. 3 Bände. Janke, Berlin 1890
- Zwischen Kreuz und Tempel. 1880